# Mesochorus veracruzi
Mesochorus veracruzi là một loài tò vò trong họ Ichneumonidae.